# Чулалонгкорн
Чулалонгкорн (на тайски: จุฬาลงกรณ์) e роден на 20 септември 1853 г. в Банкок е крал на Сиам, днешен Тайланд. С коронацията си през 1868 г. приема името Рама V. 
По време на 42-годишното му управление Сиам се отваря към Запада, модернизира военната, административната, образователната и правната си система, разширява инфраструктурата си и премахва крепостното право. През 1873 г. премахва и обичайното поклонение до земята пред членовете на кралското семейство, които вече трябва да се покланят само в знак на уважение. 
Почива на 23 октомври 1910 г. Над век след смъртта си остава сред най-почитане крале в Тайланд.

## Ранни години
Чулалонгкорн е най-възрастният син на крал Монгкут (Рама IV) с главната му съпруга кралица Дебсириндра. Той има трима пълни братя и сестри и множество полубратя и сестри. Получава широкообхватно сиамско и западно образование. Наред с други неща, той е обучаван на английски език от Анна Леоноуенс. На 11-годишна възраст става шранамера (послушник в будистки манастир) за шест месеца. Баща му от малък го въвежда в правителствените дела.
Докато наблюдава слънчевото затъмнение на 18 август 1868 г. в джунглите на Южен Тайланд, баща му и 15-годишният Чулалонгкорн се заразяват с малария. Крал Монгкут умира на 18 октомври същата година. Тогава в Сиам няма закон или традиция правейки най-големият син престолонаследник и възниква въпросът дали Чулалонгкорн или братовчед му Уйчайчан да стане крал. По предложение на Си Суриявонг, най-високопоставеният и най-влиятелен министър на баща му, отговорящ за армията и южните провинции, Чулалонгкорн е избран за крал, а самият Си му става регент. Младият крал имал сериозни здравословни проблеми, но оздравял напълно. До навършването на пълнолетие и фактическата му коронация през ноември 1873 г. властта е в ръцете на регента.

## Управление

### Данъчна политика
Чулалонгкорн се опитва да модернизира и централизира сиамската финансова система още преди на навърши пълнолетие. Голяма част от държавните приходи отивали в различни органи и министерства под контрола на влиятелни аристократични фамилии, но не и в кралския бюджет. Системата на събиране на данъци също била децентрализирана и неефективна и с малко надзор. През 1870 г. младият крал създава одиторска служба. След като навършва пълнолетие през 1873 г., той създава централизирана данъчната служба по европейски образец. Тя е предшественик на днешното Министерство на финансите на Тайланд.

### Държавен съвет
Друга драстична промяна в организацията на държавата е създаването на „Държавен съвет“ (на тайски: สภาที่ปฤกษาราชการแผ่นดิน, буквално: „Съвет, който да съветва правителството на кралството") през май 1874 г. Официално този съвет е трябвало само да изготвя предложения за реформи, но той се превръща в централен законодателен и административен орган на абсолютисткото управление на Чулалонгкорн. Предполага се, че той е създаден по модела на френския Държавен съвет по времето на Наполеон Бонапарт. Най-важните постижение на този съвет са премахването на робството и забраната на хазарта, който бил най-честата причина за големия брой „вечни длъжници“.

### Модернизация
По време на честването на стогодишнината на династията Чакри през 1882 г., само 14 години след смъртта на баща му, са споменати няколо значими постижения на крал Чулалонгкорн за Сиам до този момент:
1. постепенното прмахване на някои класове роби (през 1905 г. робството е окончателно премахнато и забранено),
2. премахването на поклонението пред краля,
3. гаранция, че държавните служители ще могат да изпращат мненията си до краля в писмен вид,
4. подобряване на отношенията с чужди държави.

### Образование
Освен това той вече бил започнал образователна реформа. Изявените ученици получавали стипендии, независимо от произхода си, и били изпращани да учат в Европа (Англия, Дания, Германия, Русия). Засилено сестроят кралски училища за населението. Английският език като учебен предмет е въведен за да се насърчава разбирането на западната култура.

### Инфрастуктура и икономика
Под Рама V започва засаждането на нови оризови полета.
Икономиката е стимулирана чрез прокопаването на нови канали. Първата телефонна връзка е изградена през 1881 г.
Тайландската железопътна мрежа е изградена с помощта на германски технически персонал и многобройни китайски работници. През 1891 г. той полага основите на първата железопътна линия в страната (Банкок – Самут Пракан). При смъртта му, 19 години по-късно, железопътните линии вече са 774 км.

### Здравеопазване
По времето на крал Чулалонгкорн също са построени първите болници. Първата болница отваря врати след години спорове и е открита през 1896 г. Повечето тайландци вярвали в билколечението и били силно скептични към западната медицина. Освен това в първоначално липсвали квалифицирани тайландски лекари за болниците.

## Наследство
Чулалонгкорн а наследен от своя син Вачиравуд (Рама VI) в деня на смъртта му - на 23 октомври 1910. Преди това синът му учи в Англия. 
Чулалонгкорн и днес е една от най-почитаните личности в Тайланд. Още приживе, през 1908 г., на големия площад пред тронната зала на двореца Дусит в Бангкок е издигната негова конна статуя. Тя реалистично представя чертите на монарха, в стил необичаен за тайландската скулптура до този момент. Европейското влияние си личи и от факта, че е изобразен на кон, а не на слон (традиционният символ на сиамските владетели). 
И в в 21 век потререти на краля продължават да са широко разпространени - особено сред градските жители в техинет домове и ресторанти. Процъфтява и бизнесът с книги и брошури с текстове, написани от него.
През 2009 г. архивните документи на крал Чулалонгкорн и на трансформацията на Сиам (1868-1910 г.) са включени в Списъка на световното документално наследство на ЮНЕСКО и се намират в Националната библиотека на Тайланд и в Националния архив. 
По случай 100-годишнината от смъртта на Чулалонгкорн през 2010 г. в сградата на бившата Национална библиотека е създадена мемориална изложба, посветена на него. На негово име е кръстена една от най-големите болници в Тайлнад, както и най-старият и водещ университет в Бангкок.